# Маловідходна технологія
Маловідхо́дна техноло́гія — проміжний ступінь перед створенням безвідходної технології, що передбачає наближення технологічного процесу до замкнутого циклу. При маловідходній технології шкідливий вплив на навколишнє середовище не перевищує рівня, допустимого санітарними нормами. Частина сировини все ж перетворюється у відходи і піддається тривалому зберіганню або захороненню. Оцінити ступінь наближення до безвідходної технології можна за допомогою матеріального індексу виробництва.